# Jochen Fahrenberg
Jochen Fahrenberg (* 18. September 1937 in Berlin) ist ein deutscher Persönlichkeitspsychologe und Psychophysiologe.

## Leben
Jochen Fahrenberg studierte Psychologie, Philosophie und Soziologie in Freiburg, London und Hamburg und wurde 1962 mit einer experimentellen Arbeit über Schreibmotorik (Graphometrie) promoviert. An die Forschungsassistenz bei dem Kardiologen Prof. Dr. med. Ludwig Delius in der Herz-Kreislauf-Klinik Bad Oeynhausen schloss sich 1966 in Freiburg die Habilitation zum Thema Psychophysiologische Persönlichkeitsforschung an. Gemeinsam mit Dr. med. Michael Myrtek gründete er 1970 aus Mitteln der VolkswagenStiftung die Freiburger „Forschungsgruppe Psychophysiologie“. Im Jahr 1973 wurde Fahrenberg auf den Lehrstuhl für Psychologie seines akademischen Lehrers, des Philosophen und Psychologen Robert Heiß, Gründer des Freiburger Instituts, berufen. In den folgenden Jahrzehnten engagierte er sich für den beträchtlichen Ausbau des Instituts und die Studienreform. Mit Fahrenbergs Emeritierung im Jahre 2002 endete seine Doppelfunktion als Leiter der Abteilung für Persönlichkeitspsychologie und als einer der beiden Projektleiter der Forschungsgruppe Psychophysiologie am Institut für Psychologie der Albert-Ludwigs-Universität Freiburg.
Er war verheiratet mit der pädagogischen Psychologin Dr. Brigitte Fahrenberg, geb. Beckhaus (1933–2011), Lehrbeauftragte an der PH Freiburg i.Br., die sich außerdem in der Weiterbildungsarbeit mit Frauen nach der Familienphase engagierte, Modelle für unterschiedliche Zielgruppen entwickelte und evaluierte (Biografische Weiterbildung).

## Werk
In ihrem 35-jährigen Bestehen hatte die Forschungsgruppe Psychophysiologie Schwerpunkte in der multivariaten Aktivierungs- und Stressforschung („Partituren psychophysischer Prozesse“), psychophysiologischen Persönlichkeitsforschung, Forschung zu Herz-Kreislauf-Rehabilitation, Krankheitsverhalten und Lebenszufriedenheit. Das Labor der Forschungsgruppe war durch die VolkswagenStiftung mit acht Stellen, mit computer-unterstützen Messplätzen und klinisch-chemischem Labor großzügig ausgestattet worden. Über die neue Labormethodik und das ambulante Assessment hinaus wurden mehrere Testverfahren und Persönlichkeitsfragebogen konstruiert, darunter der im deutschen Sprachraum am häufigsten eingesetzte Persönlichkeitsfragebogen, das Freiburger Persönlichkeitsinventar FPI, sowie der Fragebogen zur Lebenszufriedenheit und die Freiburger Beschwerdenliste.
Insbesondere die kardiovaskuläre Psychophysiologie bildete den Schwerpunkt von umfangreichen Labor- und Felduntersuchungen mit Methodenentwicklungen und kritischen Theorieüberprüfungen – von der biologischen Persönlichkeitsforschung bis zur Psychosomatik. So wurde Hans Jürgen Eysencks damals breit akzeptierte biopsychologische Persönlichkeitstheorie der Emotionalität (auch als Emotionale Labilität oder Neurotizismus bezeichnet) in experimentellen und klinischen Studien systematisch geprüft. Die Untersuchungsergebnisse widerlegten die Behauptung eines systematischen Zusammenhangs von typischen Persönlichkeitsmerkmalen (Fragebogen-Skalen) und vegetativer Labilität (Hyperreaktivität des autonomen Nervensystems). Ein zweiter Forschungsschwerpunkt war das ambulante Assessment (Monitoring): psychophysiologische Untersuchungen unter Alltagsbedingungen, auch in Beruf und Freizeit, mit Verhaltensrekordern und physiologischen Mess-Systemen. Mit diesen Arbeitsgebieten gehörte die Freiburger Psychophysiologie zur Spitzengruppe der internationalen Forschung; die Publikationsliste umfasst mehr als 400 Arbeiten. Die wichtigsten Datensätze sind open access archiviert. Jochen Fahrenberg rief im Jahre 1972 die „Arbeitstagung für psychophysiologische Methodik (APM)“ ins Leben, aus der 1982 die „Deutsche Gesellschaft für Psychophysiologie und ihre Anwendung (DGPA)“ hervorging. Die Freiburger Tagungen zum Ambulanten Assessment führten 2009 zur Gründung der internationalen „Society for Ambulatory Assessment“.
Die späteren Arbeiten galten anderen Gebieten: der Psychologischen Anthropologie (mit Umfragen über die Menschenbilder von Studierenden), der Wissenschaftstheorie und Kategorienlehre der Psychologie sowie der Theoretischen Psychologie. Außerdem entstanden mehrere Publikationen über den Gründer der modernen Psychologie Wilhelm Wundt. Diese Serie wurde zum 100. Todesjahr Wundts mit einer Centenarbetrachtung von Wundts Werk, dessen Rezeption und Aktualität abgeschlossen.
Aus dem Nachlass des Auschwitz-Überlebenden John Michael Steiner wurden die von ihm erhobenen, noch nicht publizierten Lebensläufe von vier zu lebenslänglicher Haft verurteilten Tätern in KZ-Kommandos und von sechs Offizieren der Waffen-SS, darunter Adjutanten von Himmler und Hitler, wiedergegeben und psychologisch interpretiert. Steiner war nach dem Krieg als amerikanischer Professor der Soziologie nach Deutschland zurückgekehrt, um sich in dieser relativ seltenen Täterforschung zu engagieren (im Unterschied zum großen Bereich der Opferforschung innerhalb der Holocaustforschung). Aufgrund der psychologischen und soziologischen NS-Täterforschung ergeben sich kritische Fragen zur „Erziehung nach Auschwitz“ und zum heutigen Schulunterricht im Bereich der Ethik.

## Ehrungen
- Ehrenmitglied Deutsche Gesellschaft für Psychologie DGPs
- Ehrenmitglied Deutsche Gesellschaft für Psychophysiologie und ihre Anwendung DGPA
- Preis der Dr. Margrit Egnér-Stiftung, Zürich, für Psychologische Anthropologie margritegner.ch

## Schriften
Eine Auswahl der Schriften:
- Psychophysiologische Persönlichkeitsforschung. Hogrefe, Göttingen 1967. PsyDok ZPID; hdl:20.500.11780/849
- und Herbert Selg: Das Freiburger Persönlichkeitsinventar FPI-R. Handanweisung. (1. Auflage 1970); erweiterte und neu normierte 9. Auflage, mit Rainer Hampel und Herbert Selg, Hogrefe, Göttingen 2020.
- und Mitarbeiter: Aktivierungsforschung im Labor-Feld-Vergleich: zur Vorhersage von Intensität und Mustern psychophysischer Aktivierungsprozesse während wiederholter psychischer und körperlicher Belastung. Minerva-Publikation, München 1984, ISBN 3-597-10531-9.
- Psychophysiological individuality: A pattern analytic approach to personality research and psychosomatic medicine. In: Advances in Behaviour Research and Therapy. 1986, Volume 8, S. 43–100.
- Psychophysiology of Neuroticism and Anxiety. In: A. Gale and M. W. Eysenck (Eds.). Handbook of Individual Differences: Biological Perspectives. Wiley, Chichester 1992, S. 179–226, ISBN 0-471-91155-0.
- und Michael Myrtek (Hrsg.): Ambulatory assessment. Computer-assisted psychological and psychophysiological methods in monitoring and field studies. Hogrefe & Huber, Seattle, WA 1996, ISBN 0-88937-167-9.
- und Michael Myrtek (Hrsg.): Progress in ambulatory assessment. Hogrefe & Huber, Seattle, WA 2001, ISBN 0-88937-225-X.
- Psychologische Interpretation. Biographien – Texte – Tests. Huber, Bern 2002, ISBN 3-456-83897-2. PsyDok ZPID; hdl:20.500.11780/668
- und Rainer Leonhart, Friedrich Foerster: Alltagsnahe Psychologie mit hand-held PC und physiologischem Mess-System. Huber, Bern 2002, ISBN 3-456-83818-2. PsyDok ZPID; hdl:20.500.11780/667
- Die Person im biologischen und sozialen Kontext. Festschrift hrsg. von M. Myrtek. Hogrefe, Göttíngen 2002, ISBN 3-8017-1689-9.
- Annahmen über den Menschen. Menschenbilder aus psychologischer, biologischer, religiöser und interkultureller Sicht. (1. Auflage 2004), 3. Aufl., Asanger-Verlag, Heidelberg-Kröning 2012, ISBN 3-89334-416-0.
- und John M. Steiner: Adorno und die autoritäre Persönlichkeit. In: Kölner Zeitschrift für Soziologie und Sozialpsychologie, Band 56, 2004, S. 127–152. PsyDok ZPID; hdl:20.500.11780/613
- und Michael Myrtek: Psychophysiologie in Labor, Klinik und Alltag. 40 Jahre Projektarbeit der Freiburger Forschungsgruppe Psychophysiologie – Kommentare und Neue Perspektiven. Lang, Frankfurt am Main 2005, ISBN 3-631-54229-1. PsyDok ZPID; hdl:20.500.11780/666
- Was denken Studierende der Psychologie über das Gehirn-Bewusstsein-Problem, über Willensfreiheit, Transzendenz, und den Einfluss philosophischer Vorentscheidungen auf die Berufspraxis? In: Journal für Psychologie, Band 14, 2006, S. 302–330. PsyDok ZPID; hdl:20.500.11780/629
- und Michael Myrtek, Kurt Pawlik, Meinrad Perrez: Ambulantes Assessment – Verhalten im Alltagskontext erfassen. Eine verhaltenswissenschaftliche Herausforderung an die Psychologie. In: Psychologische Rundschau, Band 58, 2007, S. 12–23.
- Menschenbilder. Psychologische, biologische, interkulturelle und religiöse Ansichten. Psychologische und Interdisziplinäre Anthropologie. e-Buch 2007. PsyDok ZPID; hdl:20.500.11780/431
- Gehirn und Bewusstsein. Neurophilosophische Kontroversen. In: Siegfried Gauggel und Manfred Herrmann (Hrsg.): Handbuch der Neuro- und Biopsychologie. Hogrefe, Göttingen 2008, ISBN 978-3-8017-1910-4, S. 28–43.
- Wilhelm Wundt - Pionier der Psychologie und Außenseiter? Leitgedanken der Wissenschaftskonzeption und deren Rezeptionsgeschichte. e-Buch doi:10.23668/psycharchives.10417
- Wilhelm Wundts Wissenschaftstheorie. Ein Rekonstruktionsversuch. In: Psychologische Rundschau, Band 63 (4), 2012, S. 228–238.
- Zur Kategorienlehre der Psychologie. Komplementaritätsprinzip. Perspektiven und Perspektiven-Wechsel. Pabst Science Publishers, Lengerich 2013, ISBN 978-3-89967-891-8. doi:10.23668/psycharchives.10405
- Wilhelm Wundts Neuropsychologie. In: D. Emmans & A. Laihinen (Eds.). Comparative Neuropsychology and Brain Imaging: Festschrift in honour of Prof. Dr. Ulrike Halsband. LIT-Verlag, Wien 2015, ISBN 978-3-643-90653-3, S. 348–373.
- Theoretische Psychologie – Eine Systematik der Kontroversen. Pabst Science Publishers, Lengerich 2015, ISBN 978-3-95853-077-5. PsyDok ZPID; hdl:20.500.11780/904
- Leibniz‘ Einfluss auf Wundts Psychologie, Philosophie und Ethik. PsyDok ZPID; hdl:20.500.11780/3675
- Beitrag. In: K-H. Renner und H. E. Lück (Hrsg.). Psychologie in Selbstdarstellungen. Band 5. Pabst Science Publishers, Lengerich 2017, 72–85.
- Wilhelm Wundt (1832–1920). Gesamtwerk: Einführung, Zitate, Kommentare, Rezeption, Rekonstruktionsversuche. Pabst Science Publishers, Lengerich 2018. ISBN 978-3-95853-435-3. PsyDok hdl:20.500.11780/3782
- Wilhelm Wundt (1832–1920). Introduction, Quotations, Reception, Commentaries, Attempts at Reconstruction. Pabst Science Publishers, Lengerich 2019. ISBN 978-3-95853-574-9. PsyDok; hdl:20.500.11780/3783
- und Reiner Stegie: Freiburg – Zur Gründungsgeschichte der Freiburger Psychologie. In: A. Stock und W. Schneider (Hrsg.). Die ersten Institute für Psychologie im deutschsprachigen Raum (S. 92–145). Hogrefe, Göttingen 2019.
- The influence of Gottfried Wilhelm Leibniz on the psychology, philosophy, and ethics of Wilhelm Wundt. e-Journal Philosophie der Psychologie. 2020, 26, 1–53. jp.philo.at
- und Rainer Hampel: Persönlichkeitsfragebogen – kritische und konstruktive Argumente. 2021. PsychArchives; doi:10.23668/psycharchives.4992
- und Reiner Stegie: Geschichte des Instituts für Psychologie in Freiburg: von der Vorgeschichte der Psychologie bis zum Umzug in das neue Institutsgebäude 2002. Erweiterte Fassung März 2022. PsychArchives; doi:10.23668/psycharchives.5620
- und Anne Fahrenberg: Täter-Forschung nach Auschwitz. John M. Steiners Untersuchungen (1962 bis 2014). Dokumentationsband. 2021.PsychArchives doi:10.23668/psycharchives.5158
- und Anne Fahrenberg: Täter-Forschung nach Auschwitz. John Steiners Untersuchungen. Nachlass eines Auschwitz-Überlebenden. Pabst Science Publishers, Lengerich 2022, ISBN 978-3-95853-799-6; ISBN 978-3-95853-800-9.
- Wilhelm Wundt (1832–1920). Eine Centenarbetrachtung 2022. PsychArchives; doi:10.23668/psycharchives.5580